# Theres Strigl
Theres Strigl (auch Therese oder Theresia, auch Striegl; * 15. Juli 1824 in Sautens; † 16. Februar 1908 ebenda) war eine österreichische Malerin.

## Leben
Theres Strigl war eine Tochter des Malers und ersten Bürgermeisters von Sautens, Nikolaus Strigl (1784–1866), von dem sie zusammen mit ihren Schwestern Antonia und Marianne den ersten Malunterricht erhielt. Anschließend lernte sie für ein Jahr bei Caspar Jele in Innsbruck, wo sie auch von Franz Hellweger beeinflusst wurde. In Sautens betrieb sie zusammen mit ihren Schwestern eine Malerwerkstatt, in der hauptsächlich religiöse Werke wie Altarbilder, Antependien, Kreuzwegstationen, Fastenbilder, Heilige Gräber oder Votivtafeln im Stil der Nazarener entstanden. Die meisten waren für Kirchen und Kapellen in der Umgebung bestimmt, einige Werke finden sich aber auch in anderen Teilen Nord- und Südtirols. Daneben sind auch wenige Bilder mit weltlichen Motiven, wie etwa Ansichten aus dem Ötztal, erhalten. Theres Strigl war auch als Restauratorin kirchlicher Werke tätig.

## Werke
- Heiliges Grab, Sautens, 1859
- Heiliges Grab, Strengen, 1859

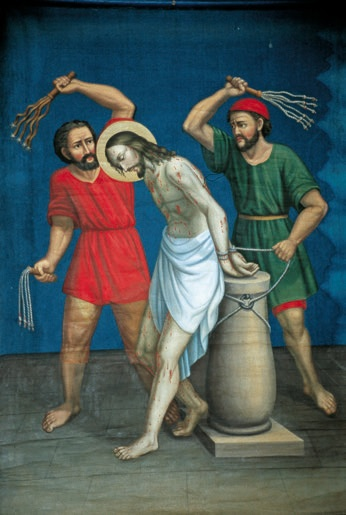
Fastenbild Geißelung, Pfarrkirche Ladis, 1876/77

- Kreuzwegstationen, Ochsengarten, 1860
- Kreuzwegstationen, Haiming, 1860
- Kreuzwegstationen, Sölden, 1860
- Gemälde Hl. Anna mit Maria, Antoniuskapelle in Bichlbächle (Gemeinde Berwang), 1865
- Altarbild Mantelspende des hl. Martin, Pfarrkirche Huben im Ötztal, 1873[1]
- Gemälde Hll. Cosmas und Damian helfen Kranken, Bachebenkapelle in Rietz, 1876
- Fastenbilder Kreuzigungsgruppe, Jesus am Ölberg und Geißelung, Pfarrkirche Ladis, 1876/77[2]
- Gemälde Hl. Familie, Stipplerhofkapelle in Gärberbach (Gemeinde Mutters), 1880[3]
- Gemälde Christus als Freund und Helfer der Kranken, Kapelle in Obladis, 1887
- Stationsbildstock Christus nimmt Abschied von seiner Mutter, Kalvarienberg Mösern, 1899[4]
- Antependium Arme Seelen im Fegefeuer, Pfarrkirche Imsterberg[5]